# Ксенжополе
Ксенжополе (пол. Księżopole) — село в Польщі, у гміні Червін Остроленцького повіту Мазовецького воєводства.
Населення — 77 осіб (2011).
У 1975-1998 роках село належало до Остроленцького воєводства.